# 楊永信
楊永信（中国語: 杨永信、Yang Yongxin）は中華人民共和国の精神科医で、主に10代のインターネット依存症患者の治療に電気痙攣療法を提唱・実施した事で有名。現在は山東省沂水県の沂水第四病院の副院長を務める。
インターネット依存症治療センターを経営しており、第四病院では10代のインターネット依存症患者の治療合宿を行っている。患者の家族が毎月約9万円を支払って、投薬と電気痙攣療法(楊曰く「醒脑/脳を起こす」)を受けさせている事が報道された。衛生部が禁止するまでに、楊は約3000人の子供達に電気痙攣療法を行った。
楊は96%の患者が改善したと主張したが、中国メディアからは疑問視されている。禁止後は自ら開発した「低頻度パルス療法」を実施しているが、これは電気痙攣療法よりも苦痛であると患者が報告している。
2016年時点で治療センターは営業しており、治療した患者は6000人を超えたと病院側は主張している。

## 生涯
- 1962年、山東省臨沂市で誕生した。

- 1982年、同省沂水県の沂水医学大学を卒業し、臨床医学の学位を取得した。

- 卒業後は沂水第四病院(精神病院)に配属され、統合失調症や鬱病、不安障害、強迫性障害の治療の専門家になった。在職中に地方新聞で書いた心理学のコラムで知られるようになったが、病院の宣伝の為に書いたとも批判されている。

## インターネット依存症治療
1999年、彼の息子の依存的行動がきっかけで、インターネット依存症を研究し始めた。
2006年前半には電気痙攣療法を導入した。当初は中国メディアは彼を「偉大な情熱家」と讃え、「インターネットの悪魔と戦う」(战网魔, ISBN 978-7-5063-4349-7)"といった本や、同名のドキュメンタリーを制作した。
2007年、省から「山東省未成年者保護傑出人物トップ10」に選ばれた。
2008年7月、同国最大メディアの中国中央電視台が治療センターを特集すると、彼の治療は議論を呼び起こした。
番組名は「インターネットの悪魔と戦う：誰が我らの天才を獣に変えたか?」で、楊の電気痙攣療法を肯定的に報道し、当時中国で人気だったMMORPGやWorld of Warcraftを「10代のインターネット依存症を増やしている」と鋭く批判した。
この番組は最初は中国のWorld of Warcraftのコミュニティーに、後にインターネット界全体に騒動を起こした。
楊への批判者が彼の治療法を暴露した事で、主要メディアは楊の治療センターへの称賛をしなくなった。
2009年2月、それにも拘わらず、楊は国から素晴らしい医者として表彰された。
5月、中国青年報が楊の治療を強く否定する記事を出し、中央電視台と主要メディアが追随した。
これを受けて、衛生部は電気痙攣療法を禁止した。
8月、電視台は独自調査を放送し、楊の治療センターの倫理性に更に疑問を投げかけた。
楊は彼の治療センターから約13.2億円を受け取ったとされた。

### 治療内容
議論を読んだ2008年8月の電視台の番組の中で、楊は「インターネット依存症の疑いの有る患者は認知障害やパーソナリティ障害を患っている」と述べた。
楊は電気痙攣療法をこれらの治療に用いた。
調査報告によると、楊の患者は12～30歳で、殆どが両親又は病院の非公式部局の特殊作戦で誘拐されていた。
非公式部局は親や年上の患者から構成され、新しい患者を誘拐してくると表彰された。
患者の親が治療センターと結ぶ契約は、患者をセンターの里子にするものだった。
契約が成されると、患者は監獄のような環境に収容され、全てのオンライン・アカウントとパスワードを放棄するよう強いられた。
患者は軍隊形式で管理され、密告を奨励され、電気痙攣療法に抵抗する患者は拷問で脅迫された。
加えて、楊は患者や親に無断でダイエット用サプリと称して向精神薬を使用した。
カウンセラーは患者に対し楊に服従するよう教え、「楊おじさん」と呼ぶ事を強制した。
楊は親に助けを求める事も禁止し、それを破れば罰として電気痙攣療法を使用した。
電気痙攣療法を禁止されて以降は、新たに開発した「低頻度パルス療法」を用いたが、これは電気痙攣療法よりも痛いと患者が報告している。

## 議論

### 倫理問題
電気痙攣療法は治療センターの「第13室」(後に行動是正治療室と改名)で行われた。
楊は「電気痙攣療法はインターネット依存症患者のみ痛みを感じ、弱電流を用いている」と主張した。
報告書では「麻酔や筋弛緩剤無しで電気痙攣療法を行う事」と「インフォームド・コンセントを得ない事」が、WHOの規定に違反していると疑問を呈した。
更には「楊は電気痙攣療法を拷問に用いている」と非難した。
より痛みを増すために手に行う事も有った。
電気痙攣療法は中国の幾つかの省で規則が有るが、山東省では無かった。
これに対し楊の擁護者は、「治療の中心は電気痙攣療法ではなく、カウンセリングだった」と主張した。
楊は「患者は何度か治療に衝撃を受けるが、私は適正に電気痙攣療法を行う資格を有し、中国の法律や規則、臨床心理学に沿っている」と述べた。

### 安全性
2009年、中国青年報はセンターの2階の窓から飛び降りて脱出した患者を掲載した。
その患者は楊の「治療」の為に不整脈になったと報告された。

### 合法性
楊の治療は人権侵害で、誘拐して電気痙攣療法を行う事は暴行罪になると専門家は述べた。
同意を得ずに治療した事は、市民的及び政治的権利に関する国際規約に違反するとも述べた。
但し中国は署名はしたが批准はしていない。
楊が用いた機械はDX-IIA ECT装置で、上海の製薬会社が1996年～2000年まで製造していたが、会社は副作用として譫妄を挙げていた。
製造は2000年に国から禁止されたが、楊がどのように違法に機械を入手したかも疑問視している。

### 治験
2006年、楊はインターネット依存症に効く中国医学を開発したと主張した。
楊は国家知識産権局に特許を申請したが、反応は無かった。
楊は「300人の患者を治療し、全員を完治させた」旨の治験結果を申請した。
しかし患者の同意を得ておらず、14歳の子供も治験に含まれていた。

### 診断基準
楊はセンターに連れて来られた患者は皆依存症と判断しており、その診断基準も批判された。
楊が作った質問票では誰もが依存症になり得た。
2009年7月、高名な反疑似科学学者の方舟子(Fang Zhouzi)は、インターネット依存症の概念と、麻酔無しの電気痙攣療法の倫理性を批判するエッセイを出版した。

### 政府による禁止
2009年7月、衛生部は公式に「インターネット依存症に対して電気痙攣療法を用いる事」を効果が無いとして禁止した。
しかし楊の治療センターは新たな「低頻度パルス療法」を用いて未だに営業している。
批評家は更なる痛みを与えるこの療法も禁止するよう抗議している。

### 議論再燃
2016年8月、「楊永信、未だに大きな悪魔」と題するブログ記事が微信と新浪微博、後にテンセント・ニュースに載った。
楊とその治療、政府による禁止を説明した記事は議論を再燃させ、かつての患者を青年報が取材するまでになった。
最高人民検察院が運営する「正义网」でも、楊式の治療による死傷者を報告した。
しかし、臨沂の国民健康・家族計画委員会は楊の治療を合法と考えている。
加えて楊は治療センターへの国の援助まで求めている。
2016年10月、若者をインターネット依存症から守る法律の下書きがパブリック・コメントに出された。
正义网はこれに対し、若者の人権を尊重したインターネット依存症の明確な定義を求めた。

### Dead by Daylight
ダウンロード可能なサバイバル・ホラー・ゲームのDead by Daylightで、楊をモデルにしたキラーが追加された。
Doctorと呼ばれるこのキラーは電撃で生存者を苦しめ、幻覚を見せて行動を妨害し、最後に殺害する。
同時に楊の病院をモデルにしたステージや、生存者として元e-スポーツ選手のFeng Minも追加された 。
これは楊がキラーに推薦されたためと信じられている。